# Eerste meester van de Historiebijbel van Jean de Berry

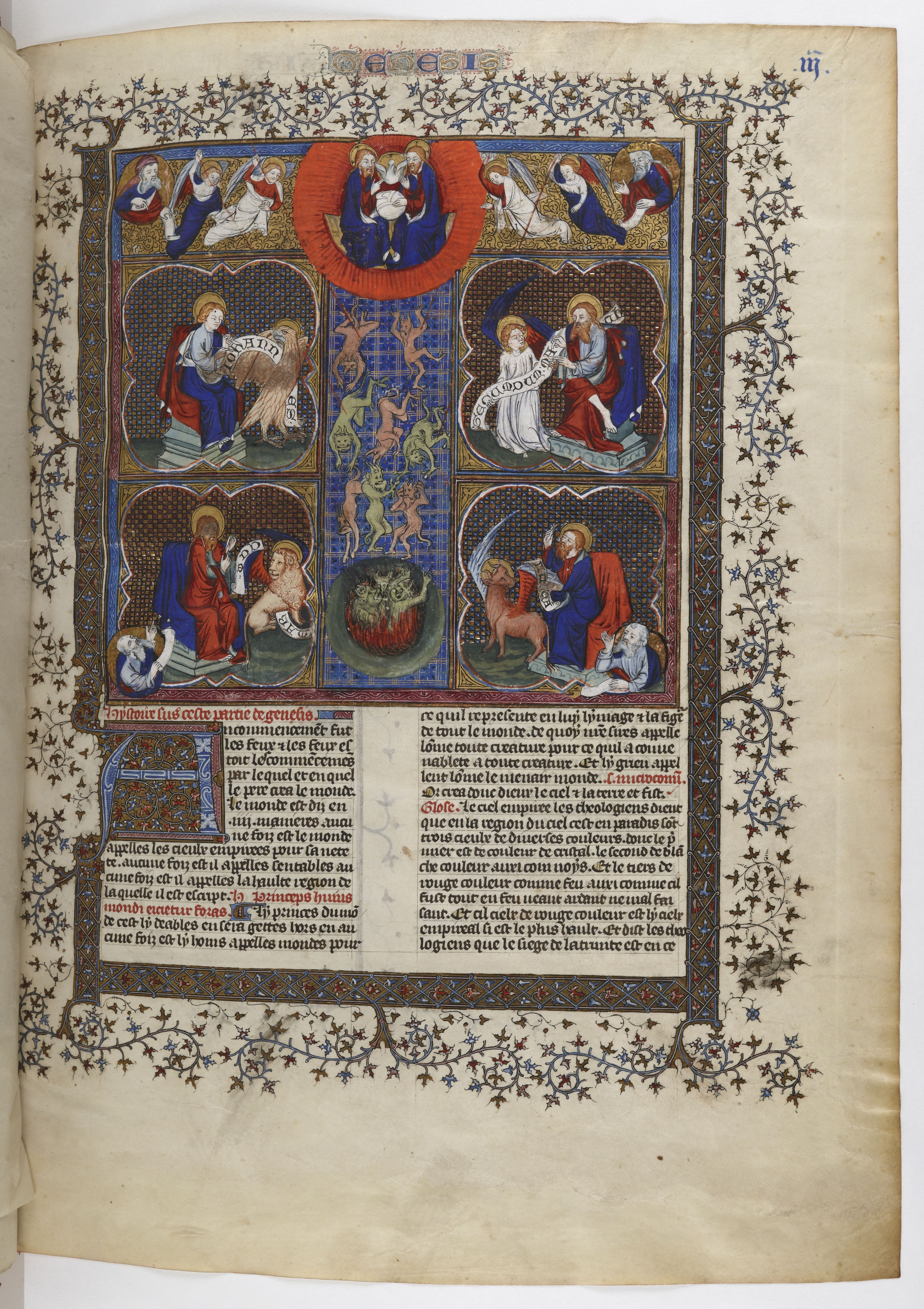
Historiebijbel van Jean de Berry, f3r, De vier evangelisten.

De Eerste meester van de Historiebijbel van Jean de Berry is de noodnaam van een miniaturist die actief was in Parijs tussen 1390 en 1400. Hij wordt genoemd naar de Historiebijbel bestemd voor Jan van Berry waaraan hij meewerkte. De Historiebijbel wordt nu bewaard in de Bibliothèque nationale de France met als signatuur Français 159. Hij wordt soms ook Meester van het getijdenboek van Johanette Ravenelle genoemd naar een getijdenboek dat hij omstreeks 1400 zou gemaakt hebben en dat nu bewaard wordt in de Bibliotheek van de Universiteit van Uppsala als Ms. 517e.

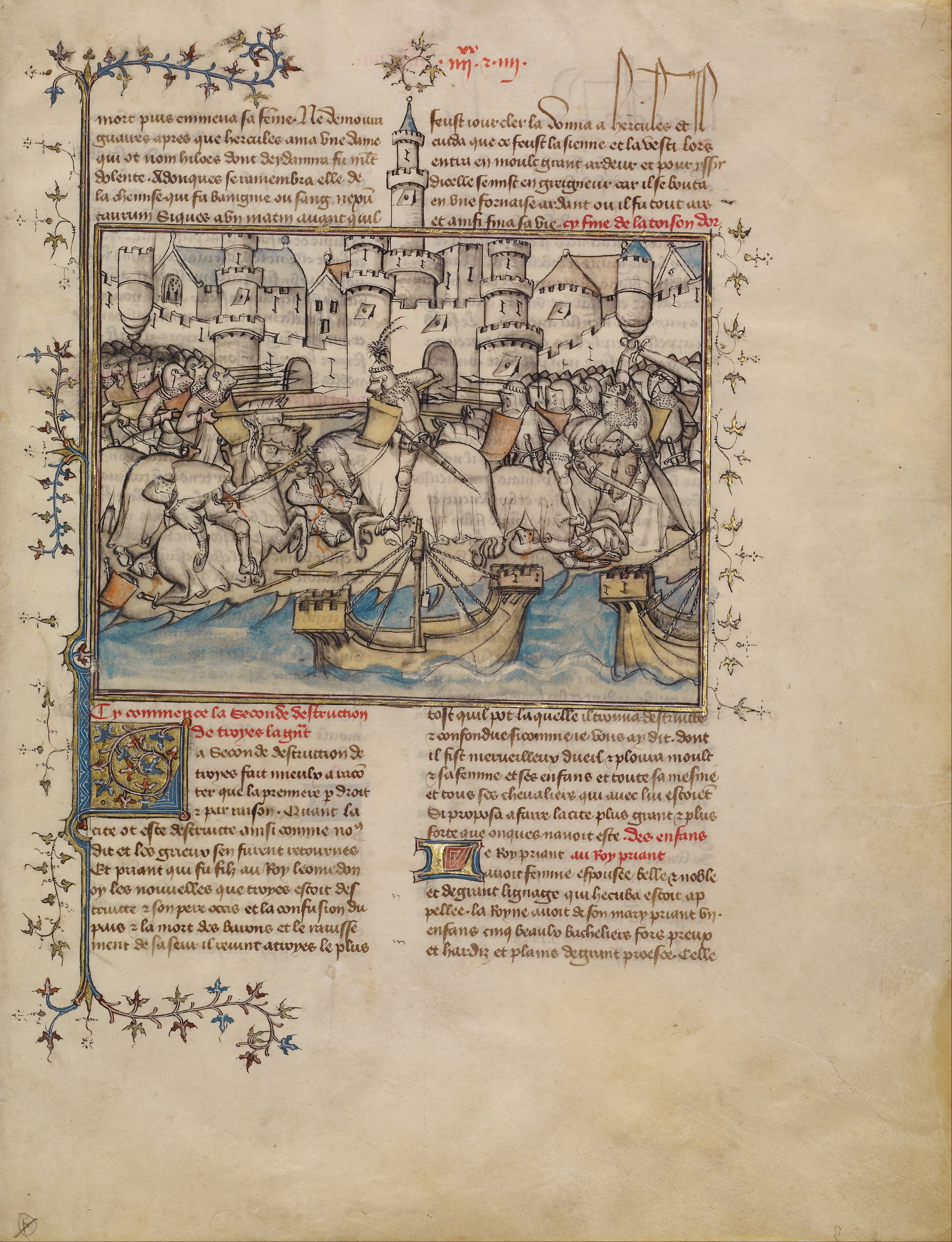
Eerste meester van de Historiebijbel van Jean de Berry, Een veldslag in de Trojaanse Oorlog, losse pagina, J. Paul Getty Museum.

Het corpus van de werken van deze meester werd voor het eerst samengesteld door Millard Meiss op basis van de miniaturen die de meester realiseerde in de Historiebijbel bestemd voor Jean de Berry. Dit is het meest bekende werk waaraan deze meester meewerkte, ook al was zijn bijdrage beperkt tot de miniaturen op de folia 3 tot 8 en op fol. 260 en fol. 264. De conceptie van de verluchting en het grootste deel ervan, werden uitgevoerd door de Meester van de kroning van de Maagd.
De meester werkte in Parijs op het einde van de 14e eeuw en in het begin van de 15e eeuw. In een doctoraatsstudie van Eva Sandgren van 2002 werden vijfentwintig werken beschreven waaraan deze meester meewerkte, waarvan er dertien waren waarin hij de enige miniaturist was. Uit de handschriften die hij realiseerde met andere meesters, blijkt niet dat ze samenwerkten in een atelierverband, maar dat hun samenwerking eerder occasioneel was.
Zijn stijl is niet erg origineel. Hij herneemt composities van Jacquemart de Hesdin en van de Pseudo-Jacquemart. Deze meester staat op de overgang van de stijl uit de tijd van koning Karel V van Frankrijk en de stijl van de Vlaamse meesters die in het begin van de 15e eeuw in Frankrijk werkten.

## Toegeschreven werken
Hierbij een (onvolledige) lijst van werken waaraan de meester heeft bijgedragen.
- Songe du vieil pèlerin (Droom van de oude pelgrim) van Philippe de Mézières, 1 miniatuur in samenwerking met de Meester van Saint-Voult, 1390, Bibliothèque de l'Arsenal, Ms 2682-2683
- Werken van Seneca, ca. 1390-1400, Koninklijke Bibliotheek van België, Brussel, Ms. 9091
- De Romeinse geschiedenis van Titus Livius, vertaald door Pierre Bersuire, in samenwerking met een volger van de Luçon-meester, 1390-1400, Koninklijke Bibliotheek (Nederland), Den Haag, 71 A 16-18
- Histoire ancienne jusqu'à César (De oude geschiedenis tot Caesar) en Faits des Romains (Daden van de Romeinen), in samenwerking met de Meester van de tweede Roman de la rose van Jean de Berry en de Meester van de Cité des dames, circa 1390-1400, stadsbibliotheek van Haarlem, Ms. 187 C 12
- Histoire ancienne jusqu'à César (De oude geschiedenis tot Caesar), circa 1390-1400, 6 folia bewaard in het J. Paul Getty Museum, Los Angeles, Ms. Ludwig XIII 3 (1-6)
- Legenda aurea, circa 1390-1400, BnF, Fr.184
- Historiebijbel van Jean de Berry, circa 1390-1400, Walters Art Museum, Baltimore, W. 125-126
- La Vie des trois Maries (Het verhaal van de drie Maria's) van Jean de Venette, BNF, Fr.12468
- Getijdenboek van Johannette Ravenelle, rond 1400, bibliotheek van de Universiteit van Uppsala, Ms. 517e
- Roman de la rose en andere werken van Jean de Meung, in samenwerking met de Meester van de Kroning van de Maagd, circa 1400-1405, Bibliotheek van de Universiteit van Valencia, Ms. 387 (1327)
- Historiebijbel van Guyart des Moulins, aangeboden door Raoulet van Auquetonville aan Jean de Berry, in samenwerking met de Meester van de kroning van de Maagd, voor 1402, BNF, Fr.159
- Historiebijbel in 2 delen, in samenwerking met een volger van Jacquemart de Hesdin, en de Vergilius-meester, 1402-1403, British Library, Harley 4381-4382
- Pèlerinage de la vie humaine van Guillaume de Digulleville, voor Jean de Berry, circa 1404, BNF, Fr.829

## Weblinks
- Historiebijbel van Jean de Berry online bekijken op Gallica.

- Nationale Bibliotheek van Tsjechië: jn20021223001
- Union List of Artist Names: 500021767
- Virtual International Authority File: 95815403